# Olympische Winterspiele 1936/Teilnehmer (Niederlande)
| Gelbes Symbol für Goldmedaillen mit stilisierten Olympischen Ringen | Graues Symbol für Silbermedaillen mit stilisierten Olympischen Ringen | Braundes Symbol für Bronzemedaillen mit stilisierten Olympischen Ringen |
| ------------------------------------------------------------------- | --------------------------------------------------------------------- | ----------------------------------------------------------------------- |
| —                                                                   | —                                                                     | —                                                                       |

Die Niederlande nahmen an den IV. Olympischen Winterspielen 1936 in Garmisch-Partenkirchen mit einer Delegation von 8 Athleten teil. Es war die zweite Teilnahme der Niederlande an Olympischen Winterspielen nach 1928. Die Athleten nahmen an 3 Sportarten teil und konnten keine Medaille erringen.

## Teilnehmer nach Sportarten

### Bobsport
Während Willem Gevers und Samuel Dunlop im zweiten Lauf einen sehr guten Lauf hatten und den vierten Rang belegten, waren die anderen Läufe eher mittelmäßig, sodass das niederländische Duo am Ende den zehnten Platz belegte.
| Athlete                     | Event     | Run 1   | Run 1 | Run 2   | Run 2 | Run 3   | Run 3 | Run 4   | Run 4 | Total   | Total |
| Athlete                     | Event     | Time    | Rank  | Time    | Rank  | Time    | Rank  | Time    | Rank  | Time    | Rank  |
| --------------------------- | --------- | ------- | ----- | ------- | ----- | ------- | ----- | ------- | ----- | ------- | ----- |
| Willem Gevers Samuel Dunlop | Zweierbob | 1:31.41 | 15    | 1:24.99 | 10    | 1:25.71 | 4     | 1:26.00 | 12    | 5:48.11 | 10    |

### Eisschnelllauf
Der einzige Eisschnellläufer, welcher in Medaillennähe kam, war Jan Langedijk. Über die 5000 Meter verpasste er mit dem vierten Platz knapp eine Medaille und über die 10.000 Meter belegte er den sechsten Platz.
| Athlete             | Event    | Race    | Race |
| Athlete             | Event    | Zeit    | Rang |
| ------------------- | -------- | ------- | ---- |
| Ben Blaisse         | 500 m    | 46.9    | 27   |
| Lou Dijkstra        | 500 m    | 46.7    | 24   |
| Lou Dijkstra        | 1500 m   | 2:27.2  | 20   |
| Lou Dijkstra        | 5000 m   | 8:51.5  | 16   |
| Lou Dijkstra        | 10.000 m | 18:23.6 | 20   |
| Roelof Koops        | 1500 m   | 2:30.0  | 30   |
| Roelof Koops        | 5000 m   | 8:48.5  | 13   |
| Roelof Koops        | 10.000 m | 18:11.5 | 17   |
| Jan Langedijk       | 500 m    | 46.7    | 24   |
| Jan Langedijk       | 1500 m   | 2:24.6  | 14   |
| Jan Langedijk       | 5000 m   | 8:32.0  | 4    |
| Jan Langedijk       | 10.000 m | 17:43.7 | 6    |
| Dolf van der Scheer | 500 m    | 45.7    | 14   |
| Dolf van der Scheer | 1500 m   | 2:23.2  | 9    |
| Dolf van der Scheer | 5000 m   | 8:43.3  | 10   |
| Dolf van der Scheer | 10.000 m | 18:04.9 | 16   |

### Ski Alpin
Für die erstmals ausgetragenen Alpinen Wettbewerbe qualifizierte sich Gratia Schimmelpenninck van der Oye und beendete den Wettbewerb am Ende auf dem 14. Platz.
| Athlet                              | Wettbewerb         | Downhill   | Downhill | Slalom     | Slalom    | Slalom     | Slalom    | Slalom | Total        | Total |
| Athlet                              | Wettbewerb         | Zeit       | Rang     | Lauf 1     | Lauf 1    | Lauf 2     | Lauf 2    | Rank   | Gesamtpunkte | Rang  |
| Athlet                              | Wettbewerb         | Zeit       | Rang     | Zeit       | Strafzeit | Zeit       | Strafzeit | Rank   | Gesamtpunkte | Rang  |
| ----------------------------------- | ------------------ | ---------- | -------- | ---------- | --------- | ---------- | --------- | ------ | ------------ | ----- |
| Gratia Schimmelpenninck van der Oye | Alpine Kombination | 6:09,8 min | 13       | 1:26,5 min | –         | 1:59,9 min | 0:06 min  | 13     | 76,09        | 14    |